# Просечен
Просе́чен (болг. Просечен) — село у Варненській області Болгарії. Входить до складу общини Суворово.

## Населення
За даними перепису населення 2011 року у селі проживала 21 особа.
Розподіл населення за віком у 2011 році:
Динаміка населення: